# 海爾格·英斯塔號巡防艦
海爾格·英斯塔號巡防艦（英語：HNoMS Helge Ingstad，舷號：F313），為挪威皇家海軍南森級巡防艦的四號艦，由今西班牙納凡提亞建造，2007年下水、2009年服役，於2018年發生碰撞事故沉沒。

## 服役歷史

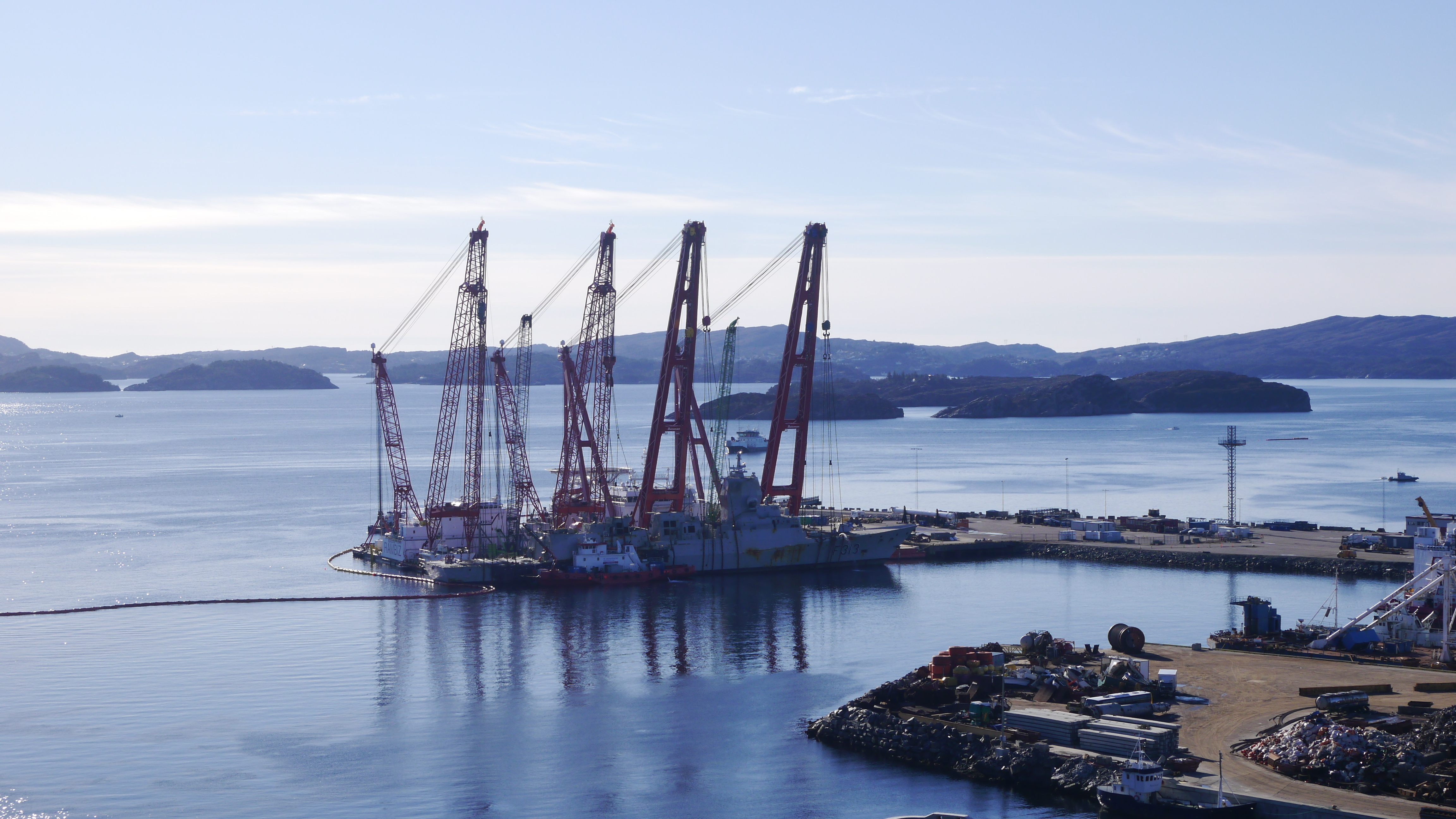
被打撈起的海爾格·英斯塔號

2018年11月8日，參加完北約「2018三叉戟」（Trident Juncture 2018）演習的海爾格·英斯塔號從北海返航挪威西岸卑爾根哈肯斯沃恩（Haakonsvern）海軍基地的途中，在峽灣與1艘馬爾他籍油輪索拉號（Sola TS）碰撞，海爾格·英斯塔號當場入水並向右傾斜，造成艦上8名官兵受傷，事發後海爾格·英斯塔號為了避免沉沒刻意開到近岸擱淺，與海爾格·英斯塔號碰撞的索拉號標準排水量約62000噸、載重噸位約113000噸並載有62.5萬升原油，撞擊後只有輕微受損，船上23名船員並無傷亡原油亦無泄漏，但也因此導致挪威最大的天然氣加工廠和數個海上油田等暫時停止運作，11月11日晚，挪威國防部向媒體表示已經完全穩定海爾格.英斯塔號的狀態，並進行進一步的勘探工作，海爾格·英斯塔號將會運回卑爾根的哈康索爾海軍基地修復，但拒絕透露日程安排，而救援團隊也已在岸邊打上七根固定樁以鋼纜固定海爾格·英斯塔號艦體避免船體向下滑動，但11月12日晚，固定鋼纜開始斷裂，13日早，海爾格·英斯塔號除主桅杆頂部以及機庫末端少部分仍露出水面外絕大部分的艦體都已沒入水中，至此海爾格·英斯塔號正式宣告沉沒，然而挪威政府仍舊持續進行救援工作。
碰撞後挪威海岸管理局指出海爾格·英斯塔號上一個10立方公尺的直升機油槽破裂，一家當地的海上養殖公司由於柴油洩漏而不得不從該地區移走，造成約100萬克朗（約116,000美元）的損失。。
事發後，挪威當局封鎖了附近的水域和空域，嚴禁媒體靠近拍攝，挪威國防部表示已經展開了海爾格·英斯塔號的鋼纜固定作業。11月9日下午，一家挪威獨立國防新聞網Aldrimer獲得授權發布了部分當時的事故細節，而挪威意外調查委員會（AIBN）和挪威國防意外調查委員會（Defence Accident Investigation Board Norway，DAIBN）與馬爾他開始調查碰撞事故，11月29日，AIBN公佈了初步事故報告以及相關建議。
挪威政府仍然持續救援海爾格·英斯塔號，為因應海爾格·英斯塔號沉沒停役，挪威皇家海軍將原海爾格·英斯塔號艦員改配置至同級艦奧托·斯瓦德普號（F-312），2月25日，開始起吊海爾格·英斯塔號，兩天多後，舉升艦體約10公尺，上部基本露出水面並扶正。在2月27日晚上，潛水人員將最後四根起重鏈連接到海爾格·英斯塔號的艦體，配備GoPro攝影機的海軍人員登上海爾格·英斯塔號，開始用水泵排除艙內積水。3月1日晚，BoaBarge 33半潛駁船潛至海爾格·英斯塔號下方裝載以及焊接固定海爾格·英斯塔號。3月3日19時，BoaBarge 33半潛駁船完成裝載與舉升作業後在當晚23時抵哈肯斯沃恩海軍基地。
2019年4月16日，挪威皇家海軍補完海爾格·英斯塔號水線下破損後透過潛舉船重新下水。隨後海爾格·英斯塔號再次入塢評估修復與否。挪威皇家海軍總檢察長哈肯·布魯恩·漢森上將在2019年5月表示，修復海爾格·英斯塔號估計約需耗時5年和耗費16億美元，因此傳出海爾格·英斯塔號將不予修復的消息。
2019年6月24日海爾格·英斯塔號除役。

## 備註
1. ↑  事發海域為挪威沿岸峽灣島嶼間的狹長水道
2. ↑  紀錄艦上狀況，並向挪威警方和事故調查委員會移交相關資料
3. ↑  挪威皇家海軍當年建造南森級時平均單艦造價僅約5億美元

## 資料來源
1. 1 2  .   [2019-11-25]. （原始内容存档于2019-09-25）.
2. ↑  洪翠蓮. . 新頭殼. 2018年11月15日  [2019年3月27日]. （原始内容存档于2019年3月27日） （中文）.
3. ↑  張玉馨. . 風傳媒. 2018年11月18日  [2019年3月27日]. （原始内容存档于2019年3月27日） （中文）.
4. ↑  海爾格.英斯塔號撞船沈沒事故 （页面存档备份，存于）mdc
5. ↑  編譯中心. . 世界日報. 2018年11月9日  [2019年3月28日] （中文）.[永久]
6. ↑  . www.xinhuanet.com.   [2 March 2019]. （原始内容存档于2019-10-26）.

## 外部連結
- . Accident Investigation Board Norway.   [2019-11-24]. （原始内容存档于2019-11-02）.
- Timeline of incident and recovery （页面存档备份，存于）
- Animation with radio recordings （页面存档备份，存于）